# Marija Nikolajevna Volkonská

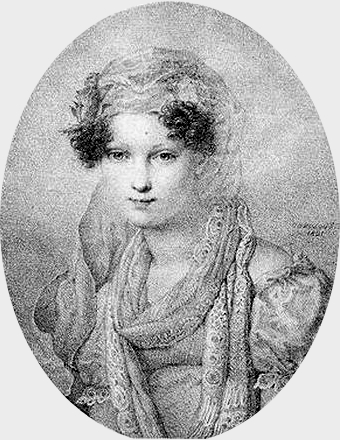
Podobizna z roku 1821

Marija Nikolajevna Volkonská (rusky Мария Николаевна Волконская), rozená Rajevská (22. červencejul./ 3. srpna 1805greg. – 10. srpna 1863) byla dcera N. N. Rajevského, manželka děkabristy S. G. Volkonského (od 11. ledna 1825, Kyjev), s nímž i přes odmítavý postoj své rodiny odjela na Sibiř. Ze strany své matky byla Marija pravnučkou M. V. Lomonosova.

## Život
Vzdělání Volkonské poskytli domácí učitelé. Hrála výborně na klavír a měla krásný hlas. Mluvila několika cizími jazyky.
Rodinu Rajevských už od roku 1817 znal dobře Alexandr Sergejevič Puškin. Přátelské vztahy s Rajevskými utužil ruský básník během jejich společné cesty na Kavkaz a Krym. Traduje se, že byl Puškin zamilovaný do Mariji. Ta jej inspirovala v několika dílech – postava mladé Čerkesky v Kavkazském zajatci (1820–1821) a kněžna Marija v Bachčisarajské fontáně (1822). Příznačné je, že v obou dílech jde o neopětovanou lásku. Puškin věnoval mladé kněžně řadu svých děl.
V roce 1824 požádal o ruku Mariji polský básník Gustav Olizar, pro jejího otce generála Rajevského byl však tento sňatek nepřijatelný. Generál si pro svou dceru vybral Sergeje Grigorjeviče Volkonského.
Na konci roku 1825 těhotná Marija pobývala na panství u svých rodičů. O děkabristických událostech 14. prosince 1825 nic nevěděla. Syn Nikolaj (Mikuláš) se jí narodil 2. ledna 1826. O několik dní později, 5. ledna 1826 Volkonskij dorazil na panství Rajevských, ale ve stejný den po shledání s manželkou a synem odjel k armádě. Zatčen byl 7. ledna. Rodina kněžny Mariji před ní tuto skutečnost skrývala. Nakonec však Volkonská zjistila, že byl manžel zatčen a spolu se synem se vydala do Petrohradu.
Žádost o setkání s manželem musela Volkonská domluvit přímo u cara Mikuláše I. Sergej Volkonskij byl nakonec odsouzen k vyhnanství na Sibiř a Marija se jej rozhodla následovat. Budoucí carský ministr a příbuzný manžela P. M. Volkonskij se ptal Mariji, zda si je jistá návratem zpět do evropského Ruska. Odpověděla mu: „Nechci se vrátit, jedině se Sergejem, ale proboha, neříkejte to mému otci“. Svého prvorozeného syna Mikuláše byla nucena při odjezdu na Sibiř zanechat u sestry svého manžela. Než vyrazila na Sibiř, na jeden den se zastavila v Moskvě 26. prosince 1826 v domě u své švagrové Zinajdy Volkonské, která pro Mariju uspořádala rozlučkový hudební večer. Zde se Marija naposledy viděla s Puškinem.
12. února 1827 dorazila do Blagodatského dolu u města Nerčinsk (Zabajkalský kraj) na Sibiři. V roce 1827 následovala svého muže do sibiřského města Čita, kam byli vyhnání ostatní děkabristé. V roce 1830 odjela za Volkonským do vesnice Pětrovskij zavod (dnes město Petrovsk-Zabajkalskij). Dopisovala si na žádost ostatních děkabristů s jejich příbuznými a přáteli. Takto pomáhala například Michailu Sergejeviči Luninovi, kterému carské úřady zakázaly na rok psát dopisy vlastnoručně. Na její jméno se na Sibiř posílaly časopisy (literární noviny Delviga), knihy i zahraniční tisk.
Marija Nikolajevna přežila syna, kterého zanechala v Rusku. Na Sibiři jí pak zemřela dcera. Musela čelit konfliktu s rodinou, která s její dobrovolným pobytem na Sibiři nesouhlasila.
Z vězení byl Volkonskij propuštěn v roce 1837. Nadále však zůstával ve vyhnanství. Rodina Volkonských nejprve žila ve vesnici Urik. O něco později bylo Marije uděleno povolení odstěhovat se s dětmi do Irkutsku (1845). Za dva roky získal povolení žít v Irkutsku i Volkonskij. Dům rodiny Volkonských v Irkutsku se zachoval do dnešních dní a v současné době se zde nachází muzeum Volkonských. Car Alexandr II. byl na rodinu Volkonských mírnější a Marija získala povolení vrátit se do evropské části Ruska v roce 1856, Sergej Volkonskij odjel ze Sibiře v roce 1856.
Volkonská po sobě zanechala „Zápisky“ ve francouzštině. Tvrdila, že jsou určeny výhradně pro její děti a vnuky. Jedním z mála lidí, které syn Marije Nikolajevny seznámil s jejími vzpomínkami, byl básník a spisovatel Nikolaj Alexejevič Někrasov. Teprve v roce 1904 se Michail Sergejevič Volkonskij rozhodl je publikovat. Marija Rajevská-Volkonská zemřela v roce 1863 v Černigově na nemoc srdce.

## Děti
- Mikuláš (2. ledna 1826 – 17. ledna 1828)
- Sofja (datum narození a zároveň úmrtí 1. července 1830)
- Michail (10. května 1832 – 7. prosince 1909)
- Jelena (28. září 1835 – 23. prosince 1916)